# West Arm (udde)
West Arm är en udde i Antarktis. Den ligger i Östantarktis. Australien gör anspråk på området.
Terrängen inåt land är kuperad åt sydost, men åt nordost är den platt. Havet är nära West Arm åt nordväst. Trakten är glest befolkad. Närmaste befolkade plats är Mawson Station, 0,55 kilometer sydost om West Arm. 